# Copidognathus corneatus
Copidognathus corneatus är en kvalsterart som beskrevs av Newell 1971. Copidognathus corneatus ingår i släktet Copidognathus och familjen Halacaridae. Inga underarter finns listade i Catalogue of Life.